# Baifloden
Baifloden eller Bai He (kinesiska: 白河) är ett vattendrag i Kina. Baifloden rinner upp i Hebei i norra delen av Yanbergen och flyter söder ut. Baifloden passerar kinesiska muren vid Dushikou vidare söder ut genom Yanbergen där den passerar andra sektioner av kinesiska muren ytterligare några gånger innan den förenas med Chaobaifloden vid Miyunreservoaren Pekings storstadsområde.